# لو بروس
لو بروس (بالإنجليزية: Lou Bruce)‏ هو لاعب كرة قاعدة أمريكي، ولد في 1877 في Saint Regis, New York ‏ في الولايات المتحدة، وتوفي في 9 فبراير 1968 في إيليون في الولايات المتحدة.

## وصلات خارجية
- لو بروس على موقعبيزبول رفرنس.كوم (الدوري الرئيسي) (الإنجليزية)
- لو بروس على موقعبيزبول رفرنس.كوم (الدوري الثانوي) (الإنجليزية)